# Domenico Martinelli
Domenico Martinelli (30. listopadu 1650 Lucca – 11. září 1718 Lucca) byl italský barokní architekt a kněz. Pracoval nejen v Itálii, ale také v Rakousku, v Čechách, na Moravě či v Nizozemí. V některých pramenech je uváděn i jako Domenico Martinelli de Lucca.

## Dílo
Některá Martinelliho díla ve Vídni, v Čechách a na Moravě:
- Lichtenštejnský majorátní palác ve Vídni (Bankgasse)
- Lichtenštejnský palác v Rossau ve Vídni
- Šternberský palác v Praze (nerealizovaný projekt)
- Zámek ve Slavkově u Brna
- radikální přestavba Dietrichsteinského paláce v Brně
- Kaple sv. Urbana ve Slavkově u Brna[1]
- Kostel sv. Maří Magdalény v Rousínově (kolem roku 1702)
- Zámek v Buchlovicích (kolem roku 1707)
- Kostel sv. Mikuláše v Letonicích (kolem roku 1694)
- „Meierhof“ – statek v Letonicích
- Kostel sv. Jiří v Moravských Prusích (kolem roku 1734)
- Kostel sv. Václava v Rousínovci (kolem roku 1732)
- Klášter Hradisko – pravděpodobně přepracoval plány
- Nový Zámek u Rudoltic – vypracoval plány, zámek se stavěl v letech 1698–1712, dvakrát vyhořel, zbylo jen torzo[2]
- Panský dům v Uherském Brodě
- návrh kostela Neposkvrněného početí Panny Marie v Uherském Brodě (1717–1733, dostavby se nedožil)
- Pivovar v Třeboni
- Kolodějský zámek
- barokní přestavba zámku v Jaroslavicích
- další stavby ve Valticích a Bzenci
- Svatý Kopeček
- děkanský chrám Nanebevzetí Panny Marie v Polné (výstavba 1699–1708)

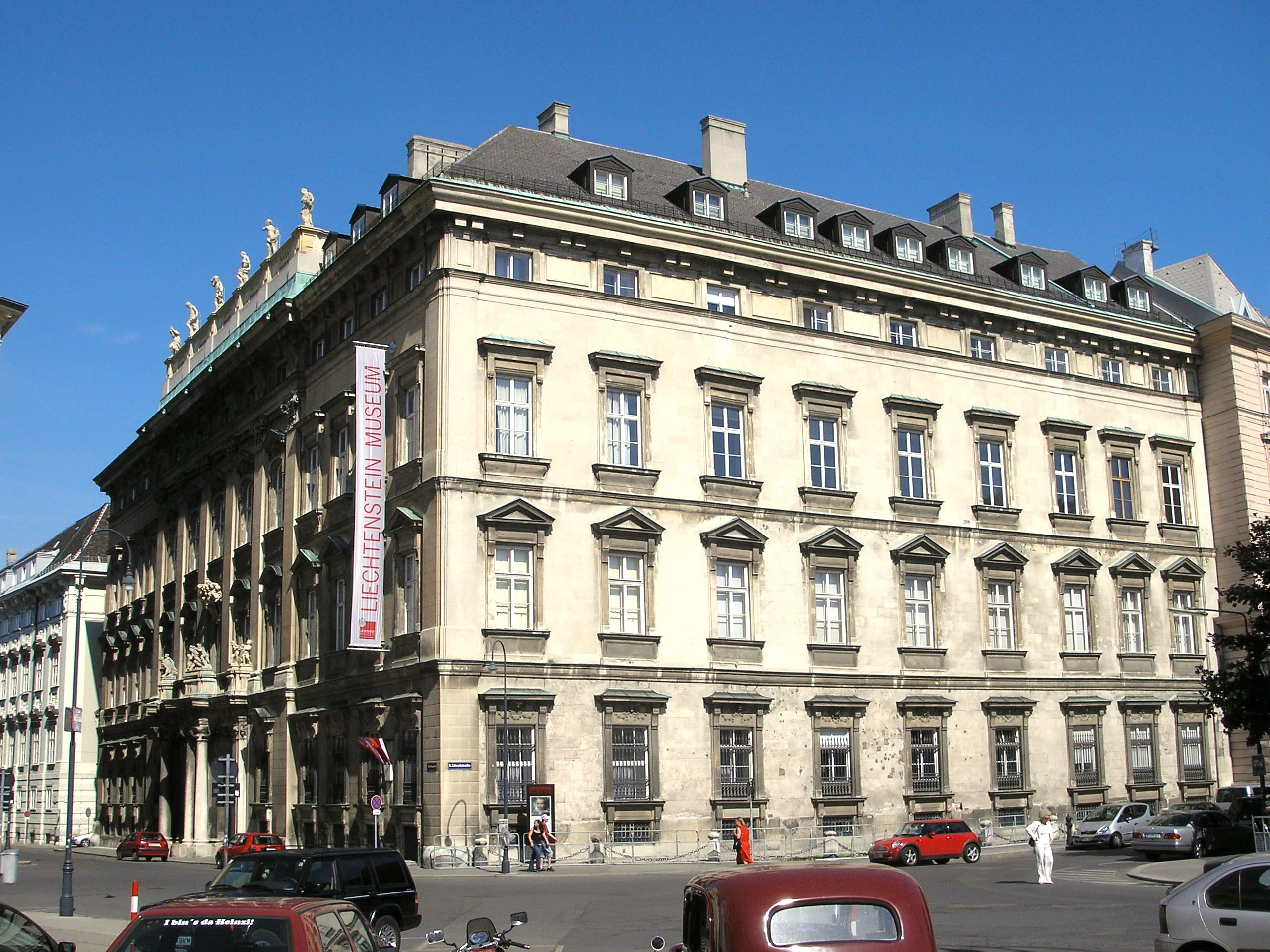
Lichtenštejnský palác na Bankgasse ve Vídni
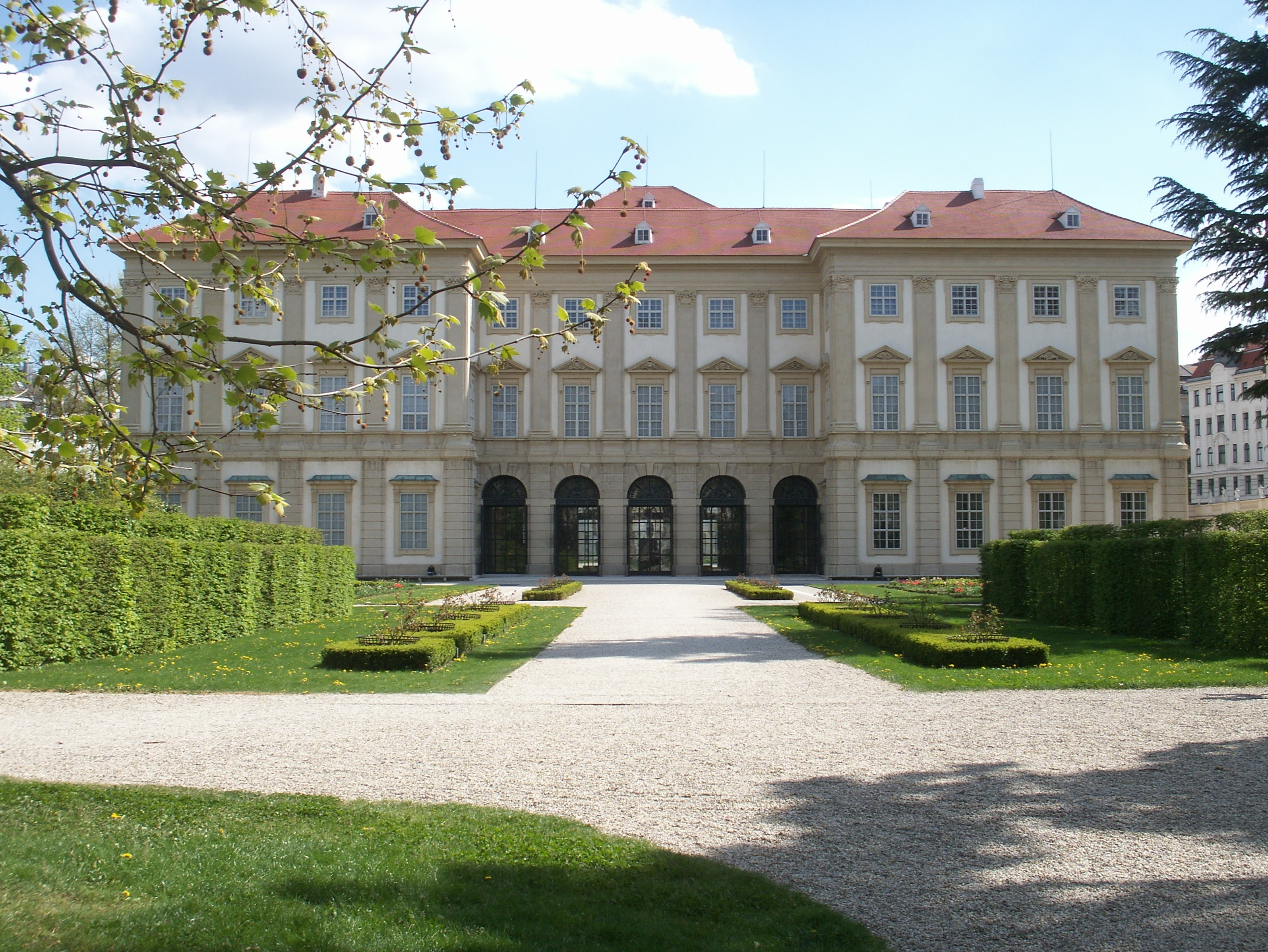
Lichtenštejnský palác na Fürstengasse ve Vídni
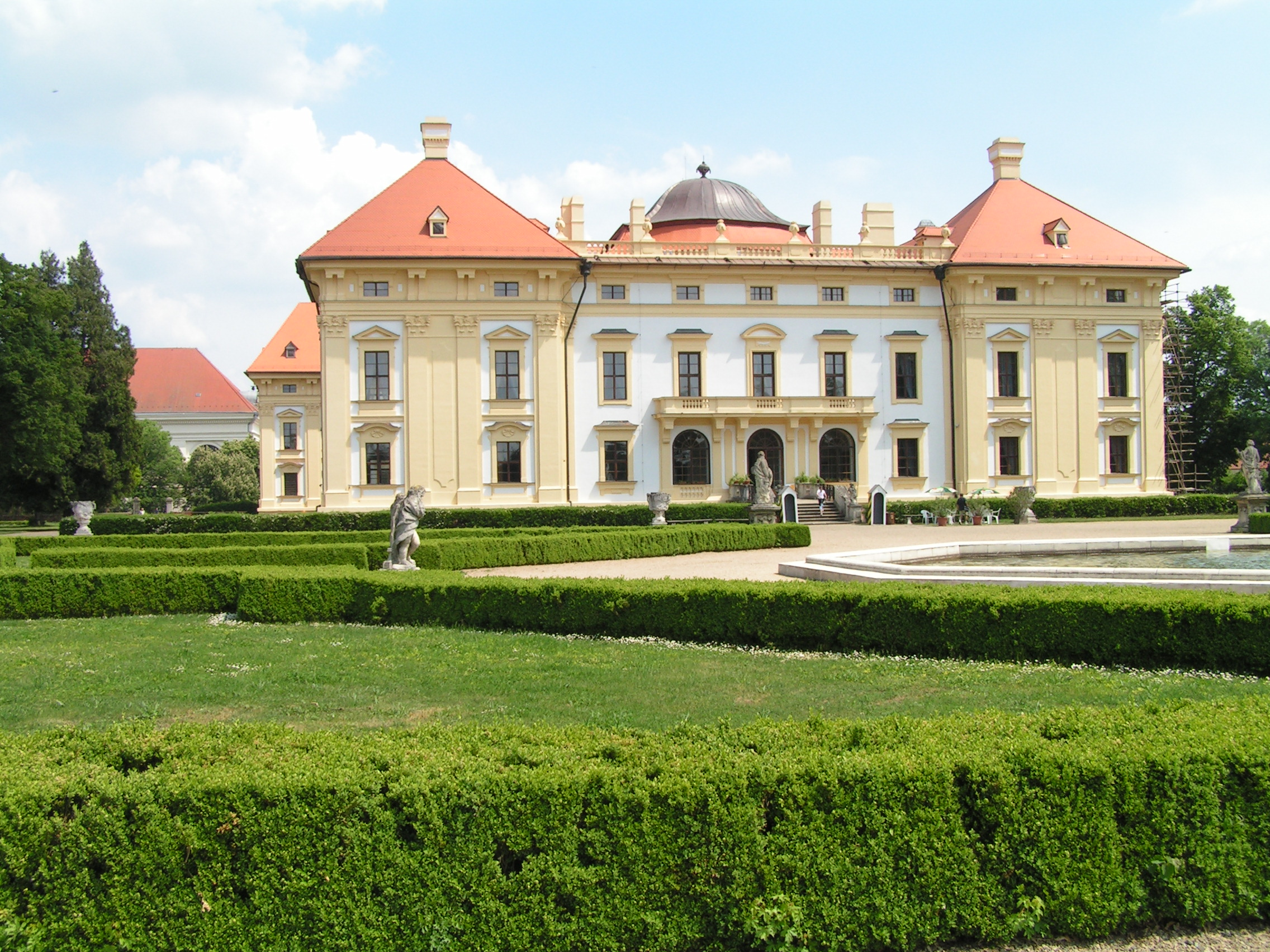
Zámek Slavkov u Brna
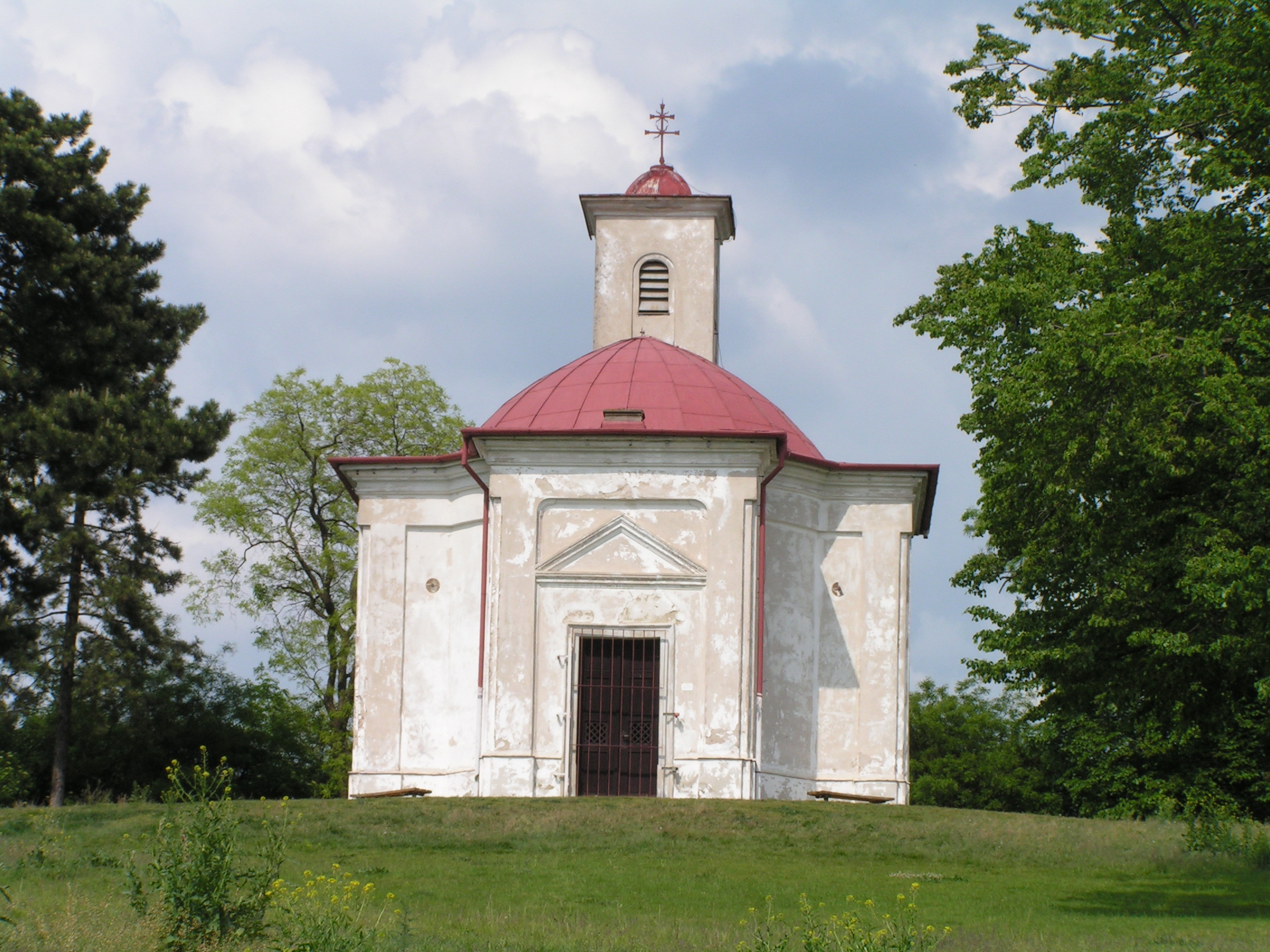
Kaple svatého Urbana ve Slavkově u Brna
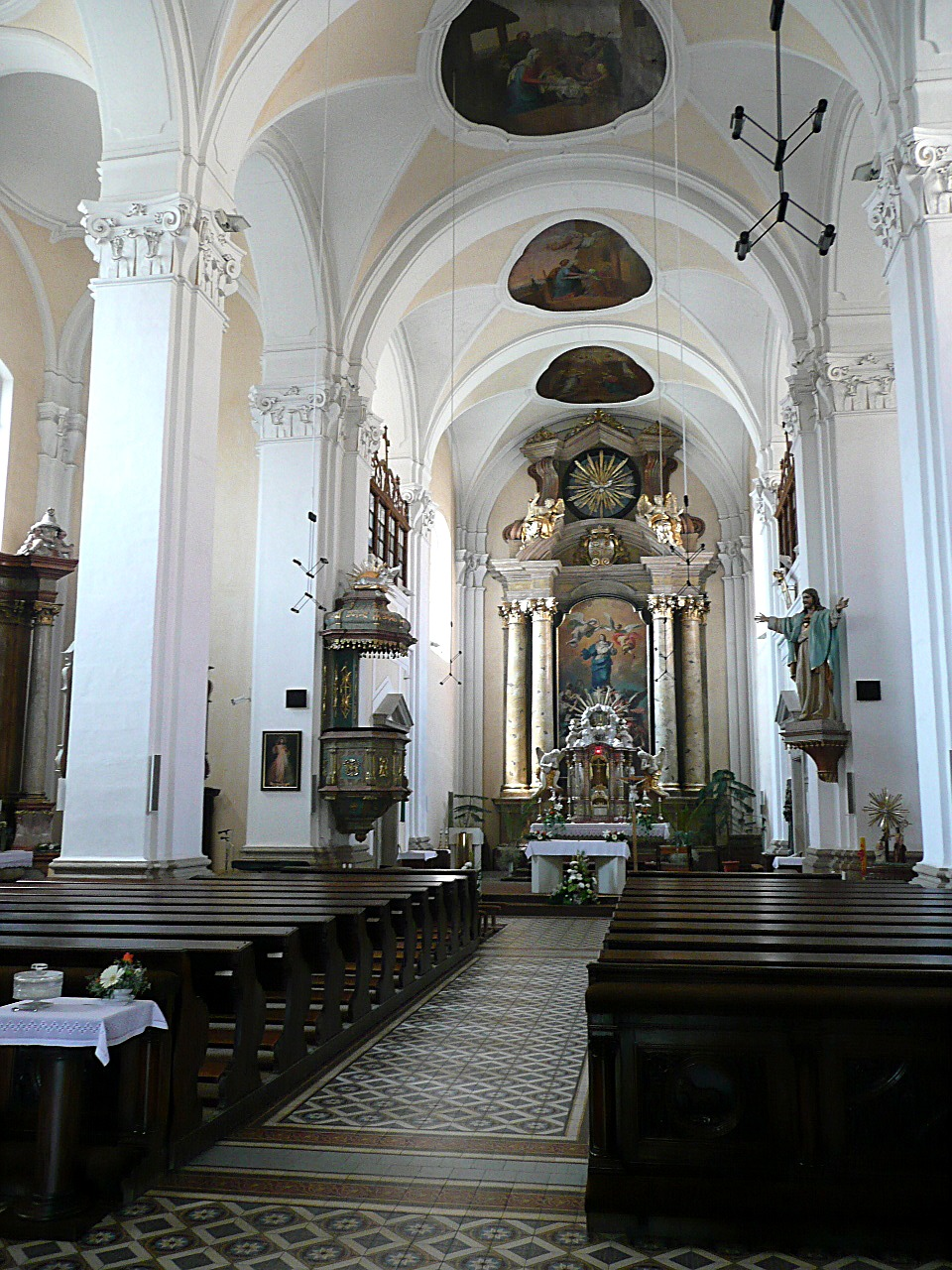
Interiér kostela v Uherském Brodě
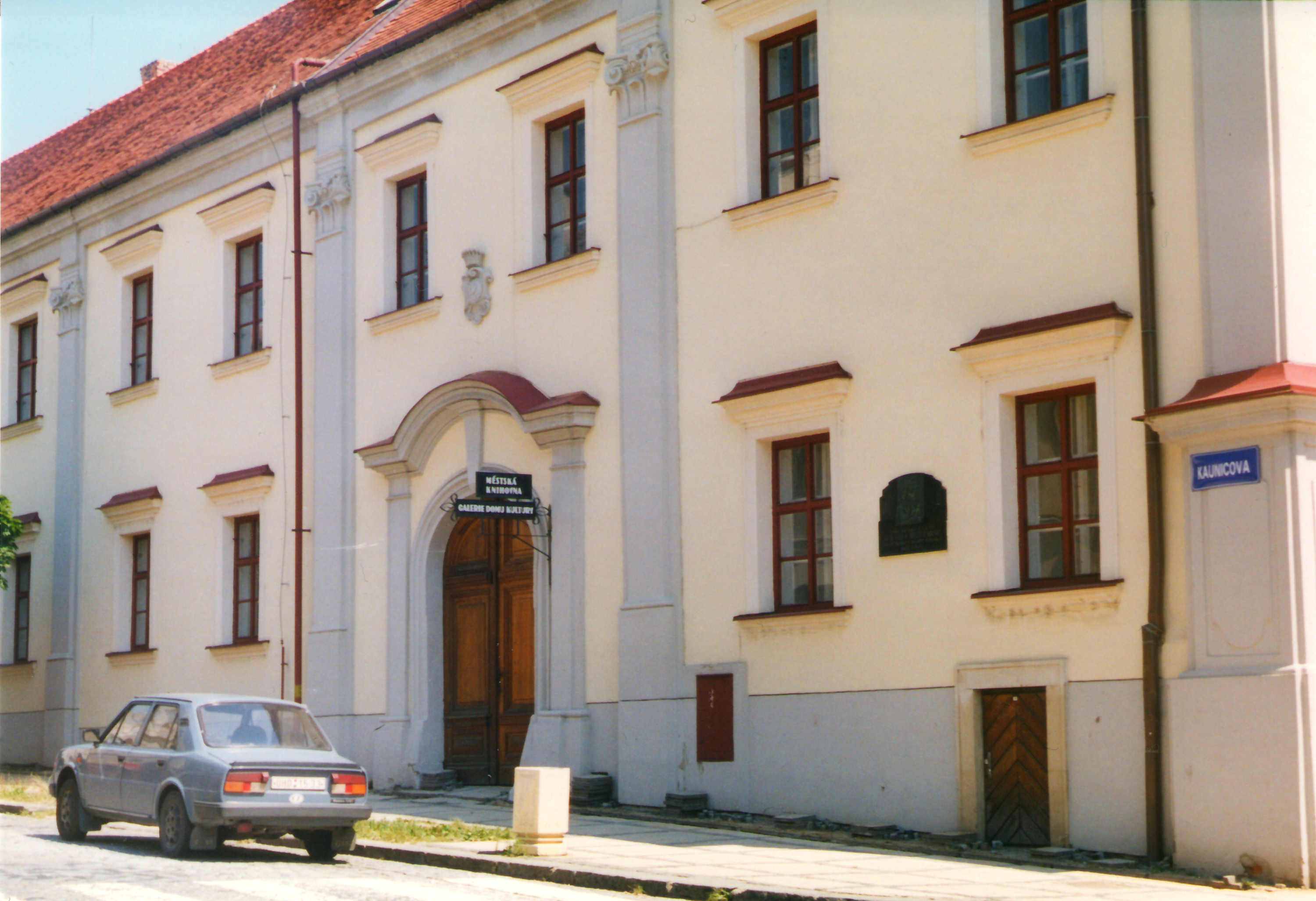
Panský dům v Uherském Brodě
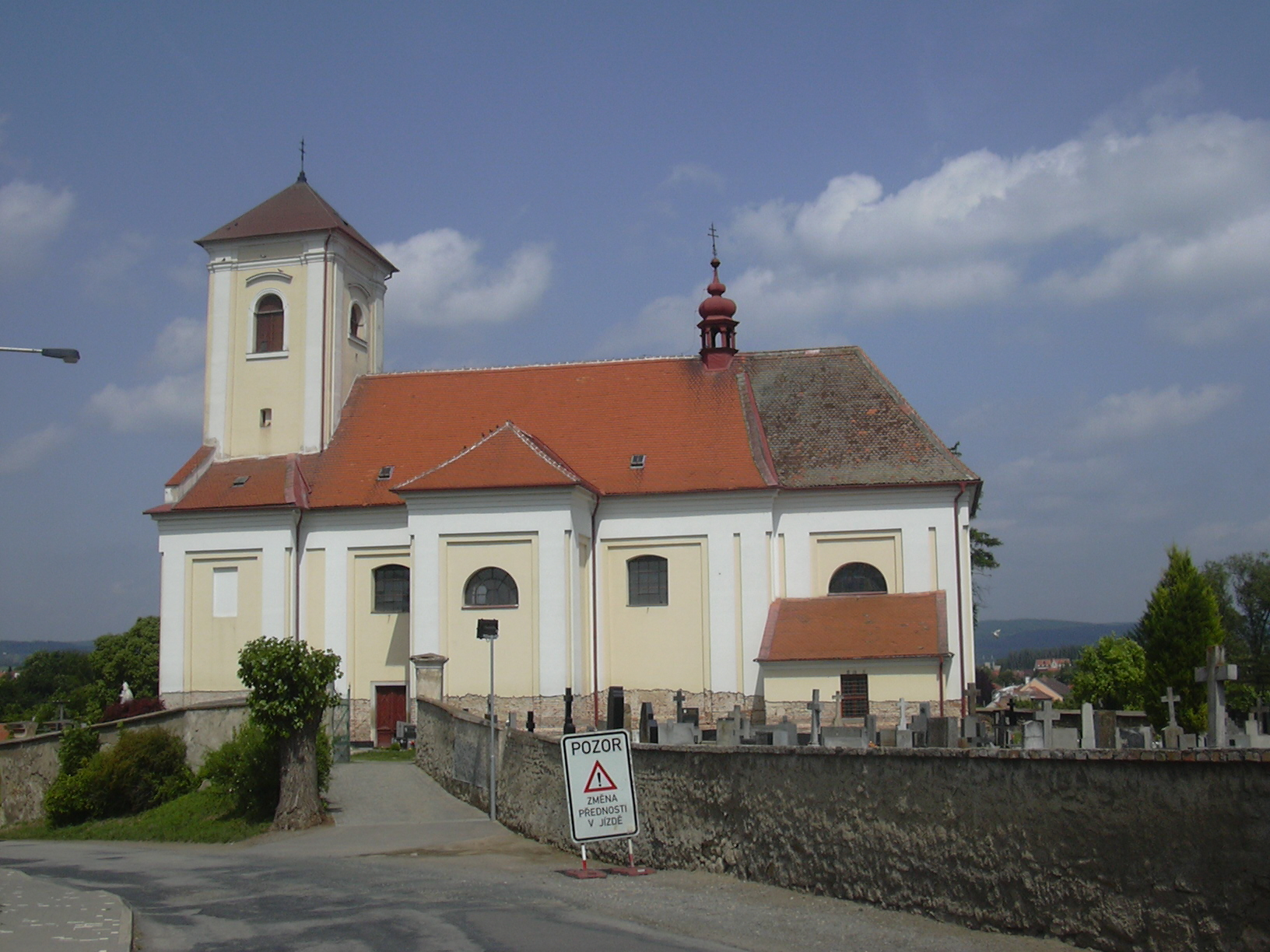
Kostel sv. Václava v Rousínově
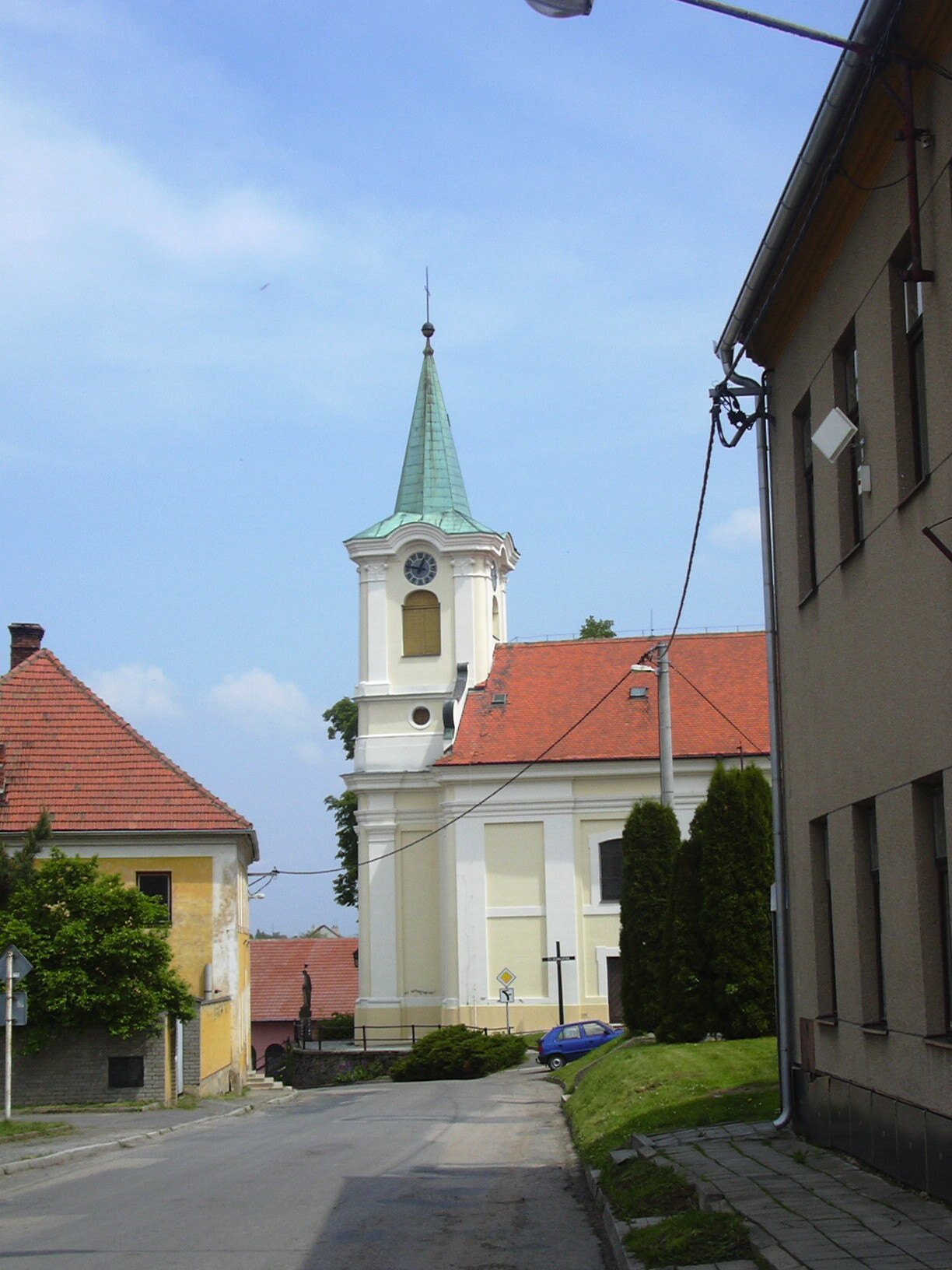
Kostel sv. Jiří v Moravských Prusích